# NGC 1962
NGC 1962 је расејано звездано јато у сазвежђу Златна риба које се налази на NGC листи објеката дубоког неба.
Деклинација објекта је - 68° 50' 16" а ректасцензија 5h 26m 17,8s. Привидна величина (магнитуда) објекта NGC 1962 износи 11,5. NGC 1962 је још познат и под ознакама ESO 56-SC122.